# Ismaïl Omar Guelleh
Ismail Omar Guelleh (Somalisch: Ismaaciil Cumar Geelle, Arabisch: اسماعيل عُمر جليه) (Dire Dawa (Ethiopië), 27 november 1946) is sinds 1999 de tweede en huidige president van Djibouti als opvolger van zijn oom Hassan Gouled Aptidon.

## Jeugd en carrière
Guelleh behoort tot de Issa-clan met een moeder van de Gadabursi-clan. Guelleh zelf is geboren in de Ethiopische stad Dire Dawa. Zijn ouders zijn geboren in Somalië en verhuisden naar Ethiopië en verhuisden in het jaar 1960 naar familie in de kolonie Frans-Somaliland (nu Djibouti).
Zijn ouders stuurden hem eerst naar een Franse christelijke school, waar hij zijn studie afmaakte en in 1968 politieman werd bij het Franse koloniale bestuur. In 1970 werd hij rechercheur. Tegelijkertijd nam hij deel aan activiteiten van de onafhankelijkheidsbeweging Ligue Populaire Africaine pour l'Indépendance (LPAI), waardoor hij in 1975 zijn baan verloor bij de politie. Toen Djibouti onafhankelijkheid verwierf, kwam zijn oom Hassan Gouled Aptidon aan de macht als president. Deze vormde de LPAI in 1979 om tot de Rassemblement Populaire pour le Progrès (RPP) en maakte Guelleh tot leider hiervan. Guelleh werd hoofd van de geheime politie en van het Djiboutische kabinet tijdens de regering van Aptidon.
Guelleh werd opgeleid door de Somalische Nationale Veiligheidsdienst en vervolgens door de Franse geheime dienst om klaar te worden gestoomd om Aptidon op termijn als leider op te volgen. Volgens de Amerikaanse organisatie Power and Interest News Report heeft Guelleh zijn stijgende macht te danken aan de manier waarop hij zijn positie als hoofd van de geheime dienst gebruikte om kennis te vergaren over de politieke macht in zijn land en hiermee een 'verdeel en heers'-politiek te voeren, aangevuld met onderdrukking en intimidatie wanneer dat nodig werd geacht.

## Presidentschap
Op 4 februari 1999 maakte president Aptidon bekend dat hij wilde aftreden bij de komende presidentsverkiezingen. De RPP verkoos Guelleh vervolgens tot presidentskandidaat. De presidentsverkiezingen vonden plaats op 9 april 1999 en door de steun van de RPP en de gematigde vleugel van de partij Front pour la Restauration de l'Unité et de la Démocratie (FRUD) won Guelleh deze met 74,02% van de stemmen, waarmee hij zijn enige tegenkandidaat Moussa Ahmed Idriss ruim versloeg. Op 8 mei trad hij aan als nieuwe president. Zijn regering wordt gekenmerkt door schendingen van de mensenrechten, zelfverrijking en nepotisme (vriendjespolitiek). Zo is zijn zoon eigenaar van het enige autobedrijf van het land en is zijn zwager Jama Hayd de gouverneur van de nationale bank van het land. Een van zijn mede clangenoten, Abdirahman Borre, is de beheerder van zijn rijkdommen en wordt wel beschreven als 'de rijkste persoon in de Hoorn van Afrika'. Internationaal is hij vaak een bondgenoot van Ethiopië, zoals bijvoorbeeld in de Eritrees-Ethiopische Oorlog, toen hij zich tegen buurland Eritrea keerde. Een jaar later, in 2001, maakte hij echter weer een ommezwaai en herstelde de band weer met president Isaias Afewerki van Eritrea.
In december 2000 ontsloeg Guelleh de chef-staf van de nationale politietroepen, Yacin Yabeh. Dit ontslag werd gevolgd door een mislukte opstand onder de politietroepen die loyaal waren aan Yabeh.
Bij de verkiezingen van 8 april 2005 was Guelleh door een boycot van de oppositie de enige kandidaat en won als zodanig 100% van de stemmen, waarna hij werd ingezworen voor een tweede termijn van zes jaar, naar eigen zeggen de laatste.